# 2-Amino-2-methylpropanol
2-Amino-2-methylpropanol ist eine chemische Verbindung aus der Gruppe der Alkohole.

## Gewinnung und Darstellung
2-Amino-2-methylpropanol kann durch Reduktion der entsprechenden Nitroverbindung (welche wiederum aus 2-Nitropropan und Formaldehyd durch Henry-Reaktion gewonnen werden kann) erhalten werden.

## Eigenschaften
2-Amino-2-methylpropanol ist ein wenig flüchtiger, farbloser Feststoff mit aminartigem Geruch, der mischbar mit Wasser ist. Seine wässrige Lösung reagiert alkalisch.

## Verwendung
2-Amino-2-methylpropanol wird zur Herstellung von Farbstoffen und Arzneimitteln verwendet.